# Rockford (Washington)
Rockford je gradić u američkoj saveznoj državi Washington. Prema popisu stanovništva iz 2010. u njemu je živjelo 470 stanovnika.